# Ramal ferroviario Rosario-Tucumán
El Ramal Rosario - Tucumán pertenece al Ferrocarril General Bartolomé Mitre, Argentina.

## Historia
El ramal fue construido por el Ferrocarril Buenos Aires a Rosario en su mayor esplendor. En 1908 el Ferrocarril Central Argentino compra dicho ferrocarril con este ramal incluido. Tras la nacionalización de los ferrocarriles en 1947, este ramal pasó al Ferrocarril Bartolomé Mitre.

## Ubicación
Desde su partida en la ciudad de Rosario, atraviesa por las provincias de Santa Fe, Santiago del Estero y Tucumán. Corre a través de 852 km de vías.

## Servicios
Los servicios de pasajeros están a cargo de la empresa estatal Trenes Argentinos Operaciones, cuales fueron reinaugurados el 5 de diciembre de 2005. 
Cubre una distancia de 1.157 km desde Buenos Aires a Tucumán. Su recorrido insume alrededor de 32 horas tanto en sentido a Tucumán como hacia Retiro.
Este tren también está formado por coches de clase Turista con capacidad para 103 pasajeros sentados, clase Primera con 72 asientos, clase Pullman con 52 asientos y clase Dormitorio con 12 camarotes de 2 camas cada uno.
Debido a la gran demanda en este servicio, es importante adquirir los pasajes con mucha anticipación. Transporta unos 95.587 pasajeros al año (a 2019).
De 2019 a 2023 las formaciones no llegaban a la estación Tucumán debido al socavamiento del puente sobre el río Salí, quedando la estación Cevil Pozo como terminal provisoria.

## Imágenes

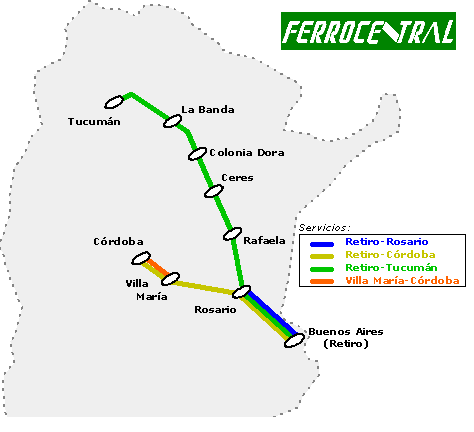
Servicios que prestaba Ferrocentral
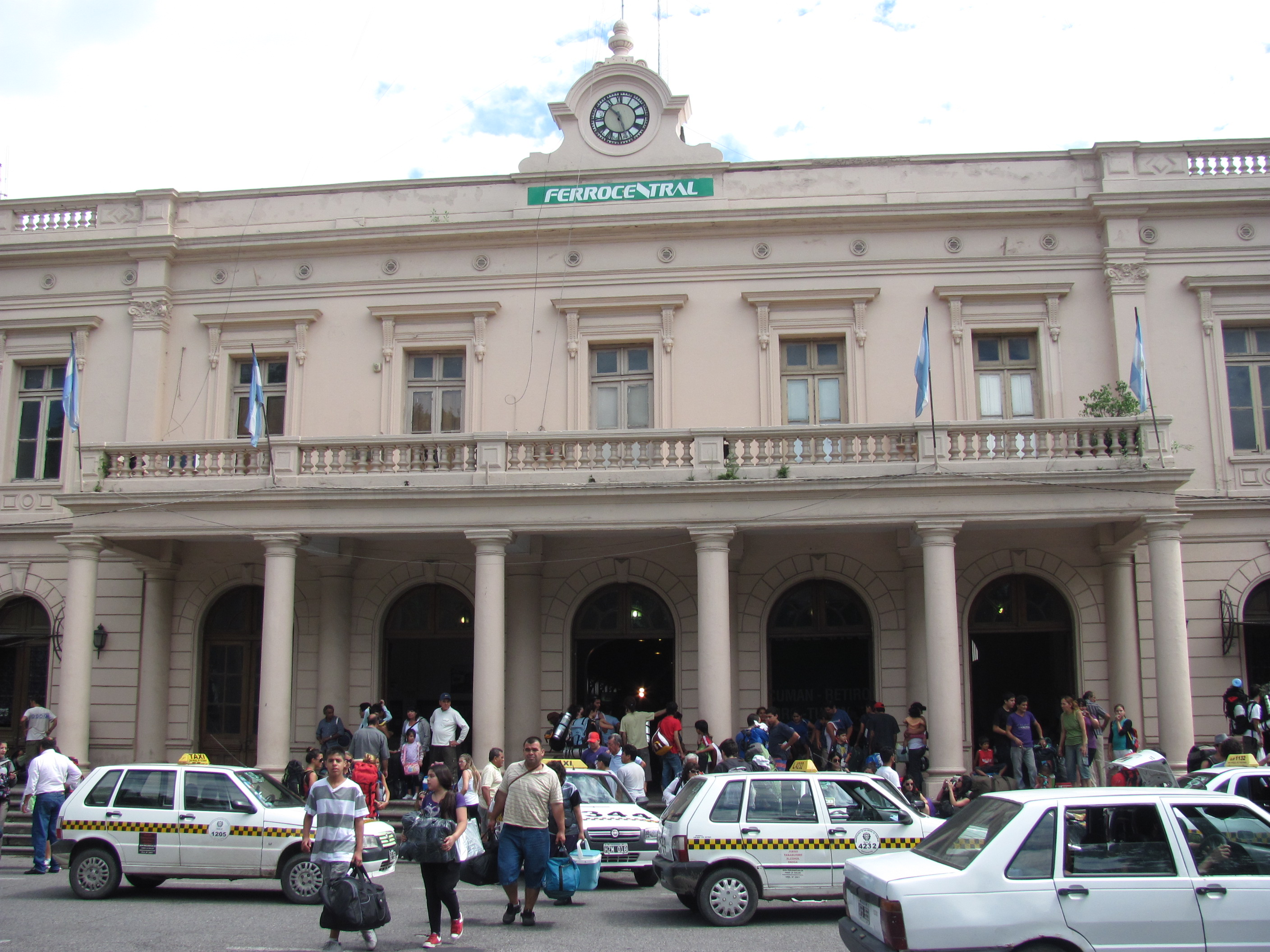
Estación Tucumán
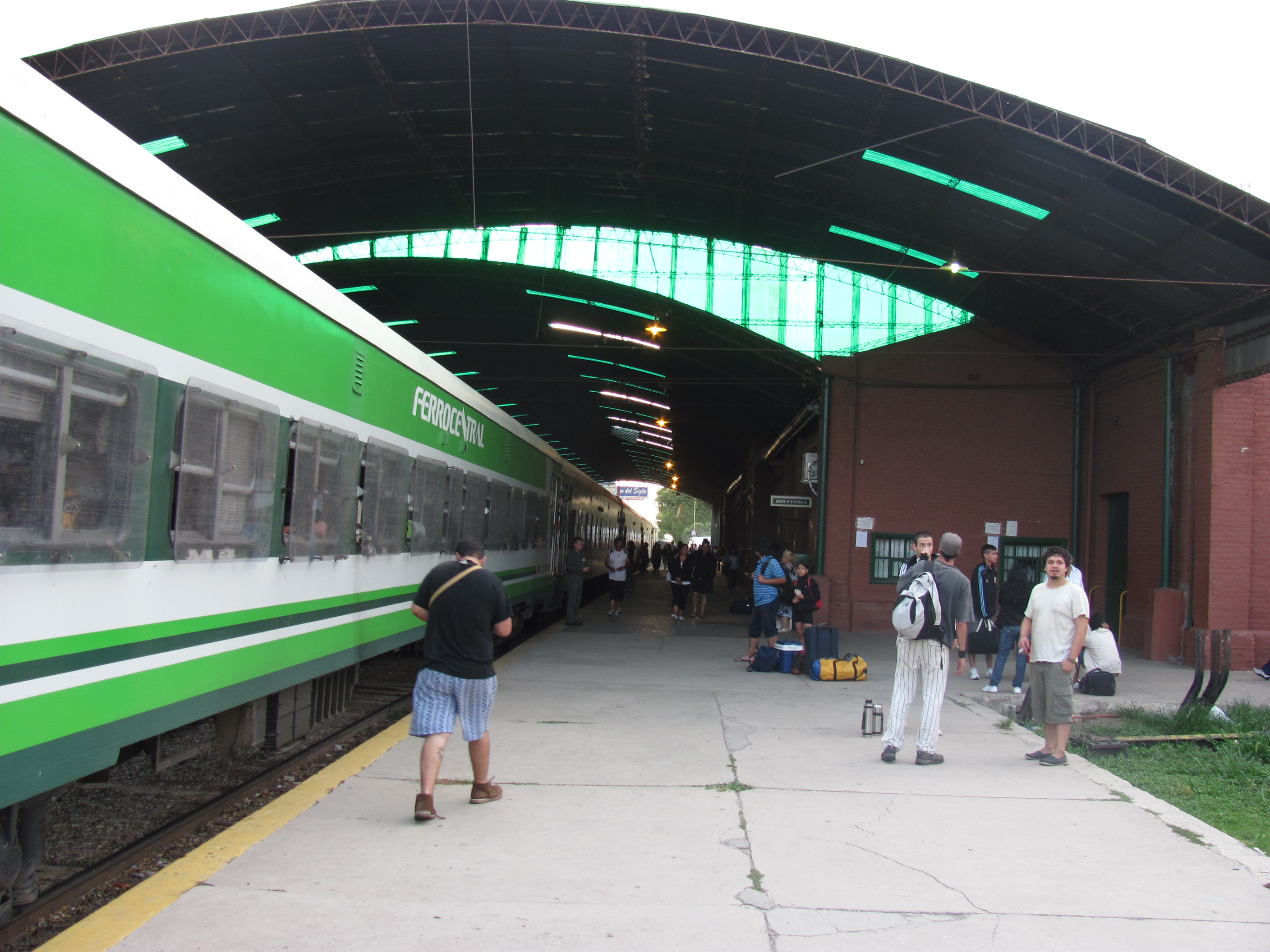
Estación La Banda
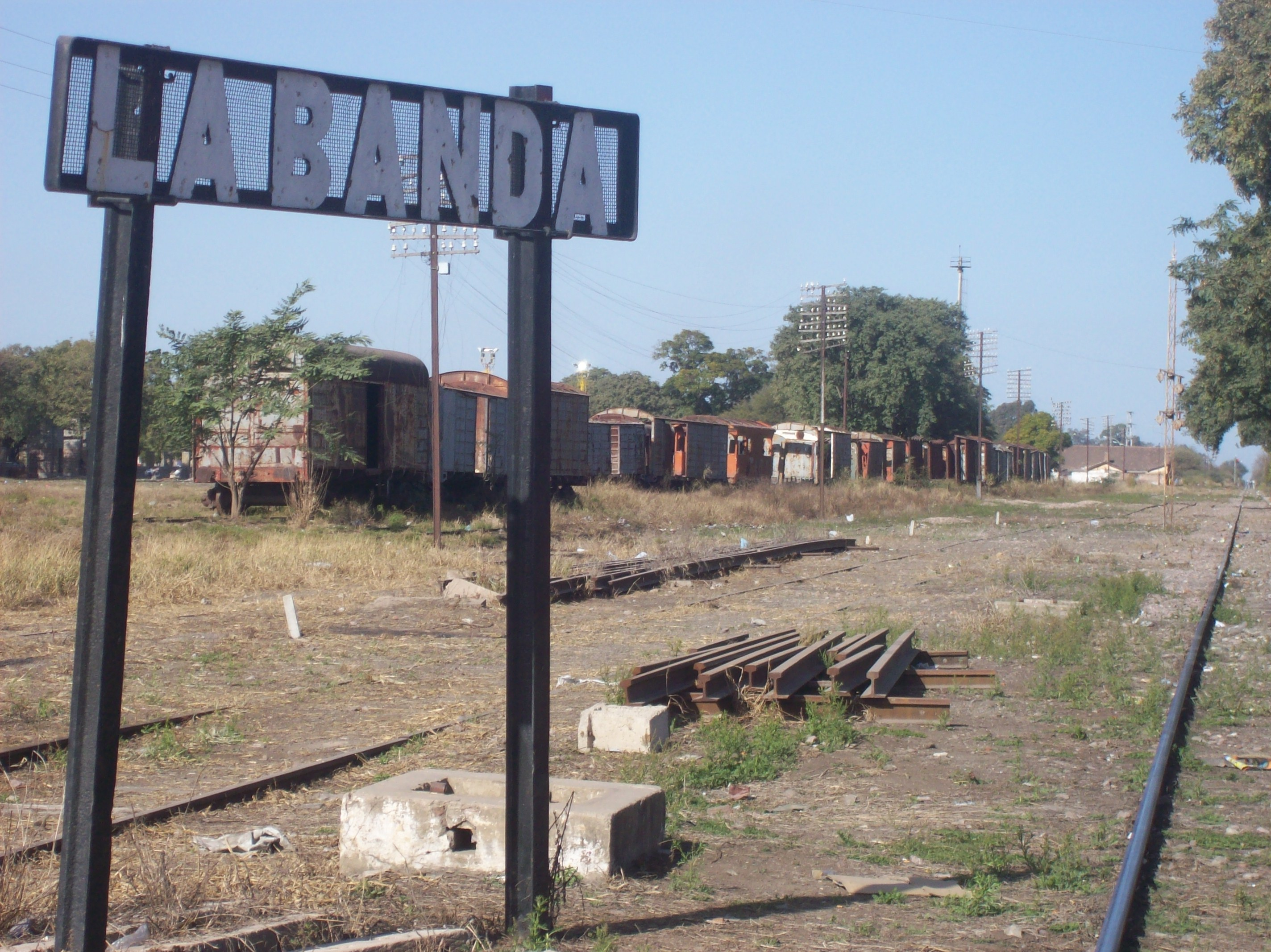
La Banda
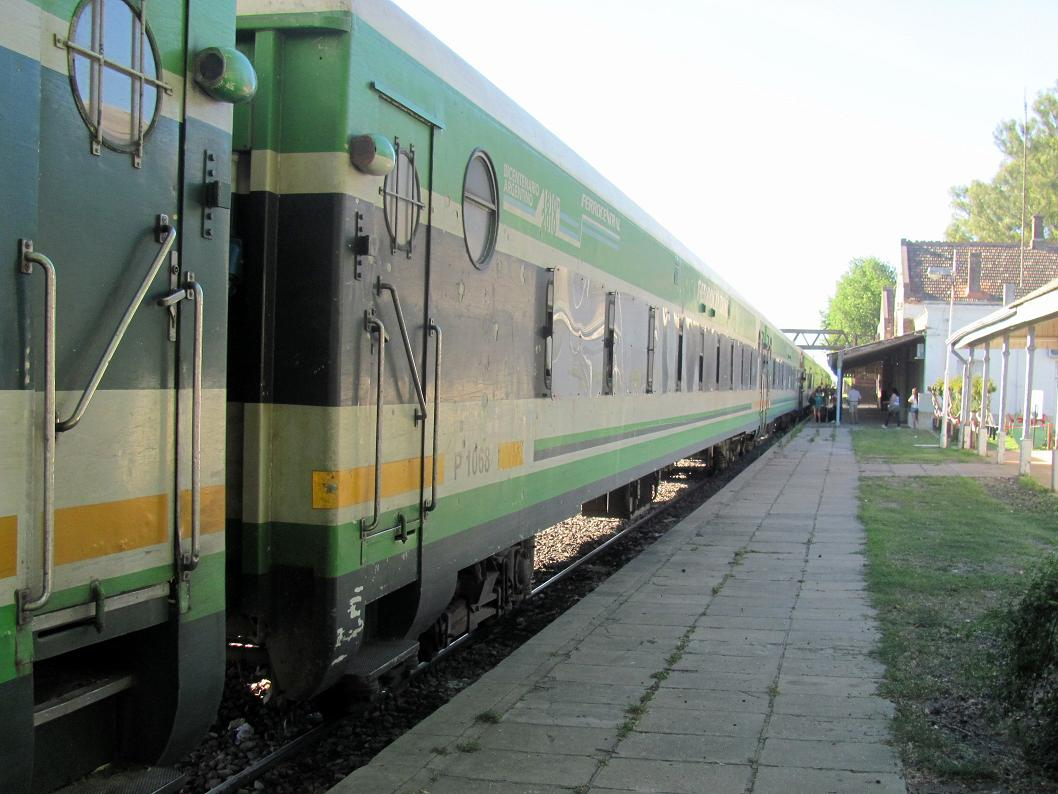
Galvez provincia Sf
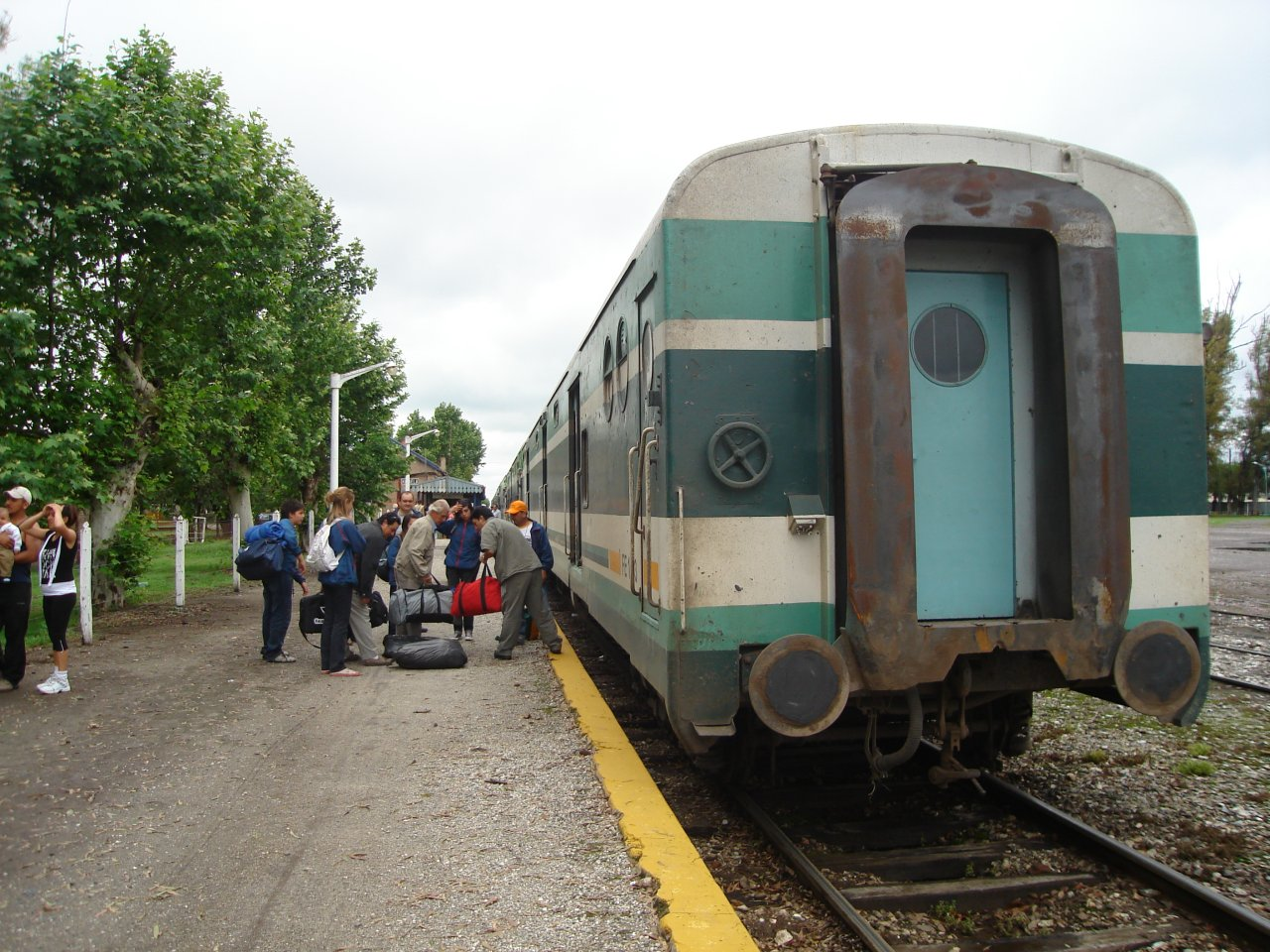
Estación Rafaela
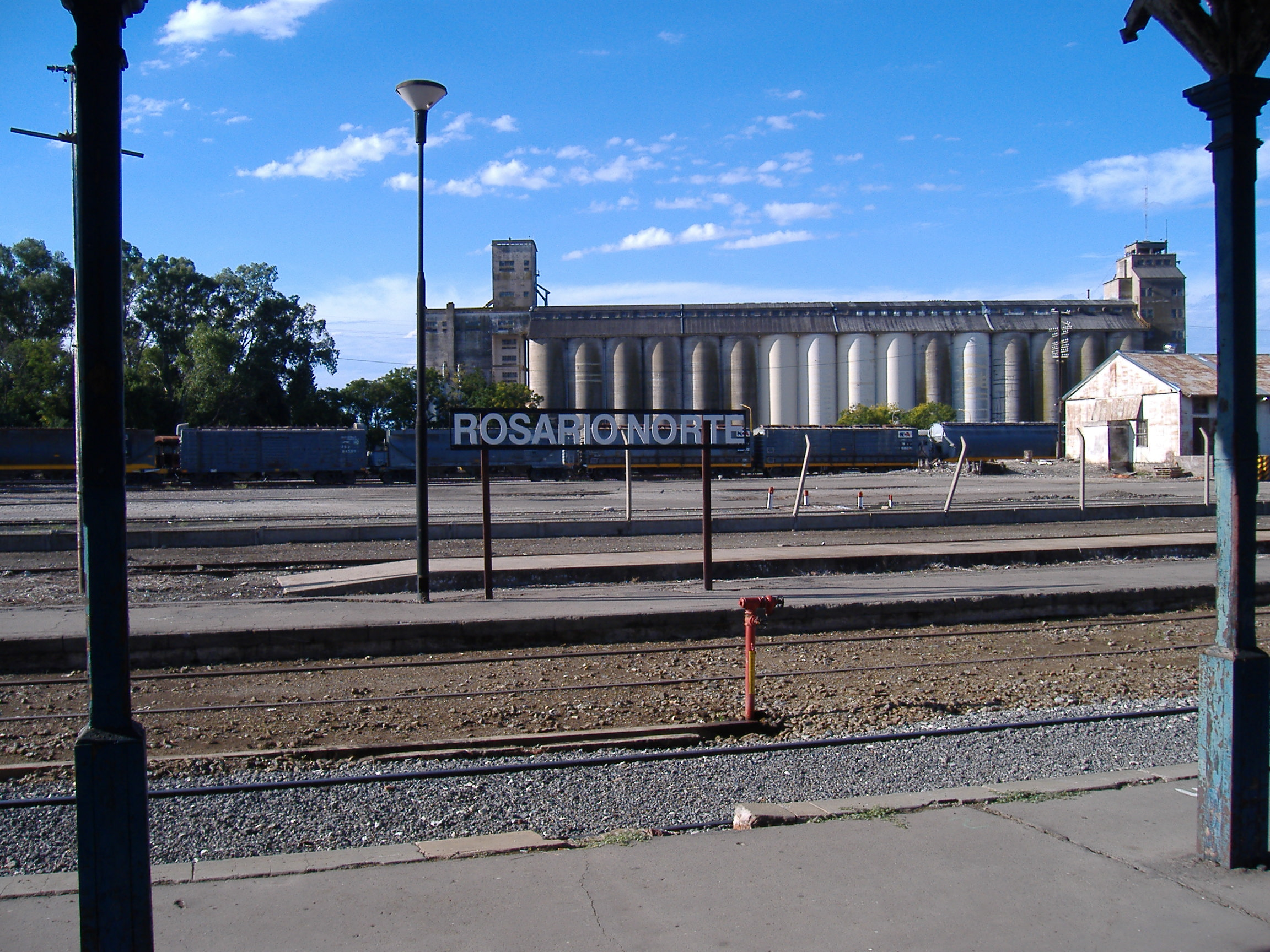
Rosario Norte